# عبدالله محمد اسماعیل
عبدالله محمد اسماعیل (انگلیسی: Abdullah Mohammed Ismail؛ زادهٔ ۲ مارس ۱۹۹۳) بازیکن فوتبال اهل امارات متحده عربی است.